# ملفين جيبس
ملفين جيبس (بالإنجليزية: Melvin Gibbs)‏ هو ملحن ومنتج أسطوانات أمريكي، ولد في القرن العشرين في نيويورك في الولايات المتحدة.

## وصلات خارجية
- الموقع الرسمي
- ملفين جيبس على موقع ميوزك برينز (الإنجليزية)
- ملفين جيبس على موقع أول ميوزيك (الإنجليزية)
- ملفين جيبس على موقع ديسكوغز (الإنجليزية)